# Giuseppe Biondelli
Giuseppe Biondelli, nobile di Piacenza (Pesaro, 12 aprile 1890 – Brescia, 23 agosto 1972), è stato un diplomatico, saggista e ufficiale italiano.

## Biografia
Giuseppe Biondelli nacque a Pesaro da una famiglia nobile originaria di Piacenza secondogenito di tre fratelli.
Terminati gli studi superiori nella sua città, si trasferì a Venezia per frequentare la facoltà di scienze diplomatiche e consolari della Regia Scuola Superiore Commerciale (l'odierna Università Ca' Foscari Venezia), dove ebbe tra i suoi docenti anche l'economista Fabio Besta e come compagno di corso il Conte Giorgio Francesco Mameli futuro Ambasciatore d'Italia presso la Santa Sede e direttore generale del Ministero degli Affari Esteri.
Successivamente allo scoppio della prima guerra mondiale da studente universitario ebbe modo di conoscere alcuni tra i combattenti italiani più noti tra i quali Nazario Sauro, Costanzo Ciano e lo scrittore Antonio Beltramelli (di cui divenne amico) e che spesso frequentavano Venezia stante la vicinanza della stessa con il fronte.
Anche in ragione di queste frequentazioni, maturò in lui il desiderio di sospendere gli studi per servire la patria.
Avendo, in tal senso, fatto richiesta per essere arruolato nel Regio Esercito, venne, infine, chiamato alle armi a seguito della disfatta di Caporetto e ammesso al corso per ufficiali di artiglieria presso l'Accademia Militare di Torino.
Fu, quindi, inviato al fronte (dove già dall'inizio del conflitto combatteva suo fratello maggiore Gerolamo in seguito poi raggiunto anche dal fratello minore Luigi e dove nel 1916 nel corso della conquista di Gorizia era caduto suo zio materno, il generale Nicola Tancredi Cartella, comandante della Brigata di fanteria “Pescara”), operando al comando di una batteria di cannoni del 44º Reggimento artiglieria da campagna con il grado di sottotenente.
Congedato dal Regio Esercito nel febbraio del 1919, poté riprendere gli studi e conseguire la laurea in quello stesso anno, per poi superare nel 1920 il concorso per accedere al Corpo Diplomatico Italiano e prendere servizio presso il Ministero degli Affari Esteri venendo nominato addetto consolare.
Dopo un primo periodo a Roma presso il Ministero, nel 1922 fu inviato in Cina come Vice Console a Shanghai.
Nel 1923 venne temporaneamente nominato Reggente il consolato generale di Hong Kong (con competenza anche su Canton e Macao) dove rimase da febbraio a ottobre di quel medesimo anno lavorando per cercare di sviluppare il commercio tra la colonia britannica e l'Italia.
In tale veste accompagnerà, inoltre, Aimone di Savoia-Aosta Duca di Spoleto (con cui manterrà rapporti negli anni successivi) nella sua visita ufficiale nel sud della Cina, dove ebbero modo di visitare Canton e le missioni Salesiane di Macao e Shaoguan.
La questione della tutela delle missioni religiose e delle attività economiche italiane in Cina, spesso minacciate da atti di brigantaggio o gesti d'intolleranza se non dai vari signori della guerra locali, era, infatti, una delle priorità dei diplomatici italiani in quel periodo che, a seguito dell'intervento italiano nella Ribellione dei Boxer e del successivo Protocollo dei Boxer, potevano operare in congiunzione sia con truppe stanziate nella concessione italiana di Tientsin, a Shanghai e nella Regia Legazione italiana a Pechino sia con unità navali della Regia Marina Italiana (in particolare le cannoniere Sebastiano Caboto ed Ermanno Carlotto e l'esploratore Libia) di stanza nei Mari della Cina e anche in grado di penetrare nell'interno del territorio cinese lungo le vie fluviali.
L'esperienza maturata durante il periodo trascorso nella Cina dei primi anni venti lo portarono a scrivere il saggio "La Cina e gli stranieri" (edito nel 1936) in cui descrisse la storia dell'evoluzione dei rapporti tra la Cina e le potenze straniere.
Nel 1924, dopo aver brevemente riassunto il ruolo di Vice Console a Shanghai, rientrerà al Ministero e nel 1925 verrà prima nominato Segretario di Gabinetto del Ministro degli esteri e poi Segretario alla Delegazione Italiana per la conclusione del Patto di Locarno, per l'accordo sul consolidamento del debito di guerra contratto dal Regno d'Italia con gli Stati Uniti d'America, siglato a Washington tra il Ministro delle finanze italiano Giuseppe Volpi Conte di Misurata e Frank B. Kellogg Segretario di Stato degli Stati Uniti d'America, e per quello contratto con la Gran Bretagna.
In questo periodo collaborò anche alla definizione del trattato per la regolazione del confine tra la Libia e il Regno di Egitto e del trattato di amicizia, commercio e navigazione tra il Regno d'Italia e il Regno del Siam.

Ottobre 1925, Locarno, Giuseppe Biondelli è il primo da destra (alle spalle di Sir Joseph Austen Chamberlain, Ministro degli esteri del Regno Unito) del gruppo di persone poste in piedi dietro ai Capi di Stato e di Governo delle nazioni partecipanti alla Conferenza e di fronte al grande quadro di Filippo Franzoni presente nella sala.

Nel 1926 viene inviato nel Principato di Monaco come Console e poco dopo venne contestualmente nominato Segretario di Delegazione alla VII Assemblea della Società delle Nazioni a Ginevra dove il Regno d'Italia era membro permanente del Consiglio assieme a Gran Bretagna, Francia e Giappone e dove operò sotto l'egida di Giacomo Paulucci di Calboli che nel 1927 fu nominato vicesegretario generale di tale organizzazione.
Terminato il suo incarico nel Principato di Monaco nel 1928, venne ricevuto presso il Castello di Marchais in Francia dal Principe Luigi II di Monaco che si congratulò per il lavoro da lui svolto a favore dei rapporti tra i due stati e gli consegnò personalmente le insegne di commendatore dell'Ordine di San Luigi.
Venne, quindi, promosso Console Generale e inviato a Liverpool per occuparsi principalmente di assistere i numerosi emigranti italiani che s'imbarcavano da questa città per raggiungere gli Stati Uniti d'America e dove rimarrà fino all'inizio del 1933, anno in cui si trasferirà a Berlino come Console Generale.
In tale sede, in occasione della XI edizione delle Olimpiadi, incontrò il Principe Umberto di Savoia e la Principessa Maria José giunti in Germania per assistere alla chiusura dei Giochi e, in seguito, anche il Conte Galeazzo Ciano, giunto a Berlino nell'ottobre del 1936 per siglare l'Intesa dell'Asse con la Germania in qualità di Ministro degli Esteri del Regno d'Italia.
È probabile che in tale occasione egli abbia manifestato a Ciano le sue perplessità in merito al processo di avvicinamento dell'Italia alla Germania, di cui lo stesso Ciano era in quel momento uno dei principali promotori, e che ciò abbia, quindi, comportato il suo trasferimento determinato dal Ministero degli Esteri solo tre giorni dopo la sigla dell'accordo.
Verrà, quindi, destinato come Console Generale a Londra, dove rimarrà fino all'inizio del 1940, ultimo diplomatico italiano ad aver ricoperto questa carica fino agli eventi della seconda guerra mondiale, e dove assumerà anche l'incarico di presidente del consiglio di amministrazione dell'Ospedale Italiano di Londra.
Allo scoppio della guerra fece richiesta per essere reintegrato nel Regio Esercito dove aveva maturato il grado di capitano di complemento, ma venne, invece, confermato nel suo ruolo diplomatico come nuovo Console Generale a San Paolo in Brasile.
Non potendo, tuttavia, raggiungere tale sede tramite le rotte atlantiche, rese pericolose per la guerra navale in corso tra la Germania e la Gran Bretagna, dovette intraprendere un lungo viaggio che lo portò prima a Mosca, che raggiunse approfittando del patto Molotov-Ribbentrop, poi, attraversati i territori dell'Unione Sovietica tramite la Ferrovia Transiberiana, arrivò in Manciuria da dove s'imbarcò per il Giappone e da qui a sua volta per le isole Hawaii da cui raggiunse gli Stati Uniti continentali sbarcando a San Francisco per poi arrivare in treno da Los Angeles a New Orleans dove s'imbarcò nuovamente per Rio de Janeiro, raggiungendo, infine, San Paolo nel mese di maggio del 1940.
Fu accompagnato nel viaggio dalla moglie Clementina dei Conti Maggi di Gradella con cui si era sposato alla Spina di Erbusco in Franciacorta poco prima di partire.
A San Paolo fu testimone del pesante clima di tensione derivante dal conflitto in essere, anche alimentato dalla propaganda statunitense e britannica che mirava a spingere il Brasile all'intervento militare come loro alleato.
Assieme agli altri diplomatici italiani si adoperò, quindi, per mantenere tale paese neutrale e per garantire gli interessi italiani nello stesso, ma dovette, comunque, assistette all'incendio della sede del Consolato Generale che la autorità brasiliane imputarono a cause non dolose, ma che egli ritenne, invece, fosse da collegarsi ad attività anti-italiane.
Quando nel 1942 il Brasile, principalmente per effetto delle pressioni degli Stati Uniti d'America, romperà infine le relazioni diplomatiche con le Potenze dell'Asse, verrà destinato come Console Generale a Smirne in Turchia, dove si adoperò, in congiunzione con la Croce Rossa Internazionale, nel rimpatrio di prigionieri italiani provenienti dal conflitto in Nordafrica e scambiati dagli inglesi a fronte del rilascio di loro soldati catturati dagli italiani.
A seguito degli eventi dell'8 Settembre, riceverà la proposta da parte del Console Generale Tedesco a Smirne Dittman di divenire l'Incaricato d'Affari della R.S.I. in Turchia, ma declinò l'offerta e nel 1944 verrà, quindi, rimpatriato dalle autorità alleate e sarà nuovamente chiamato a prestare servizio a Roma presso il Ministero.
Qui venne, infatti, nominato dal secondo Governo Bonomi Capo del Servizio Affari Personali, per essere poi inviato nel 1947 come Console Generale a Innsbruck in Austria, dove si occuperà, tra l'altro, di assistere il rientro dei prigionieri di guerra italiani reduci dal fronte russo e di quello degli abitanti dell'Alto Adige che durante il fascismo avevano esercitato l'opzione per il trasferimento in Germania.
Lasciò tale sede nel 1950, anno in cui passò alla direzione delle relazioni culturali del Ministero degli Esteri.
In tale ambito sarà prima posto a capo dell'ufficio di coordinamento alla V conferenza generale dell'UNESCO tenutasi in quell'anno a Firenze, e di cui farà parte della Commissione Nazionale Italiana istituita lo stesso anno, e verrà poi nominato con decreto del Presidente della repubblica commissario dell'Istituto Nazionale per le Relazioni Culturali con l'Estero e assumerà, infine, la carica di vicedirettore generale del Ministero degli Affari Esteri per le Relazioni Culturali con l'Estero
Promosso Inviato Straordinario e Ministro Plenipotenziario, verrà, quindi, nominato nel 1952 Ispettore generale del Ministero, con tale ruolo effettuerà missioni ispettive presso varie sedi diplomatiche italiane in diversi paesi quali Germania (a Bonn e Stoccarda), Spagna (a Barcellona e Valencia), Francia (a Tolosa e Parigi), Svizzera e Austria.
Terminerà la carriera diplomatica nel 1954 (anno in cui fu anche nominato presidente della commissione di disciplina del Ministero degli Affari Esteri) con il grado di Ambasciatore d'Italia, avendo anche scritto, sulla base della propria esperienza, il "Manuale teorico pratico del servizio consolare marittimo" (edito nel 1938) e il "Manuale teorico pratico del servizio consolare. Ad uso degli uffici consolari, avvocati, notai e studi legali in genere" (edito nel 1955), due testi di diritto consolare.
Negli anni successivi continuerà, comunque, a collaborare con il Ministero degli Affari Esteri e sarà chiamato a far parte delle commissioni di esame per l'ammissione alle funzioni intermedie della carriera consolare.
Passò l'ultima parte della sua vita tra Brescia (città di origine di sua moglie) e Bornato (frazione del Comune di Cazzago San Martino) in Franciacorta dove nel 1942 aveva acquistato la villa che era stata di proprietà dei conti Fè d'Ostiani e dove nello stesso anno e fino fine alla fine della seconda guerra mondiale fu condotta parte della produzione de La rosa di Bagdad (il primo lungometraggio animato realizzato in Italia e il secondo in Europa) a seguito dei bombardamenti del 1942 che avevano gravemente danneggiato i laboratori della casa produttrice a Milano.
È oggi ricordato con una strada a lui dedicata che costeggia villa Fè d'Ostiani a Bornato, dove si prodigò, tra l'altro, per sostenere l'asilo d'infanzia e per la sistemazione del monumento in memoria ai caduti della Prima e della Seconda guerra mondiale.
Appassionato di testi antichi, acquisirà ad Oxford nel 1938 su indicazione di Cesare Foligno (allora docente di letteratura italiana presso l'università di quella medesima città) un codice manoscritto risalente al XV secolo dal titolo Miscellanea Humanistica Patavina e contenente una raccolta di scritti di umanisti, giuristi e docenti universitari veneti di cui fece dono al Museo Civico della città di Padova.

## Opere
- La Cina e gli stranieri, Padova, Tipografia del Seminario, 1936[6]
- Manuale teorico pratico del servizio consolare marittimo, Roma, Tipografia G. Macry, 1938[7]
- Manuale teorico pratico del servizio consolare. Ad uso degli uffici consolari, avvocati, notai e studi legali in genere, Roma, Tipografia Mantellate, 1955[8]